# Krum Sachariew
Krum Sachariew (* 16. Juli 1996) ist ein bulgarischer Leichtathlet, der sich auf den Zehnkampf spezialisiert hat.

## Sportliche Laufbahn
Erste Erfahrungen bei internationalen Meisterschaften sammelte Krum Sachariew im Jahr 2023, als er bei den Balkan-Meisterschaften in Kraljevo mit 5046 Punkten den sechsten Platz im Zehnkampf belegte. 2025 gewann er bei den Balkan-Meisterschaften in Volos mit 6909 Punkten die Bronzemedaille hinter den Griechen Angelos-Tzanis Andreoglou und Aris-Nikolaos Peristeris.
In den Jahren von 2022 bis 2024 wurde Sachariew bulgarischer Meister im Zehnkampf sowie von 2023 bis 2025 Hallenmeister im Siebenkampf.

## Persönliche Bestleistungen
- Zehnkampf: 7000 Punkte, 22. Juni 2025 in Filderstadt
  - Siebenkampf (Halle): 5025 Punkte, 23. Februar 2025 in Sofia